# Cédric Coutouly
Cédric Coutouly (Albi, 26 gennaio 1980) è un ex ciclista su strada francese.

## Palmarès

### Strada
- 2004 (Agritubel-Loudun 86, due vittorie)

Classifica generale Tour du Tarn-et-Garonne
Classifica generale Circuit de Saône-et-Loire

#### Altri successi
- 2001 (Crédit Agricole Espoirs)

1ª tappa Circuit des Ardennes (Attigny, cronosquadre)
- 2002 (Crédit Agricole Espoirs)

3ª tappa - parte b Ronde de l'Isard d'Ariège (Le Mas-d'Azil > Saint-Girons, cronosquadre)
- 2009 (Besson Chaussures-Sojasun)

Prologo Tour Alsace (Sausheim, cronosquadre)
- 2010 (Saur-sojasun)

Prologo Tour Alsace (Sausheim, cronosquadre)

## Piazzamenti

### Grandi Giri
- Tour de France

2006: 132º

### Classiche monumento
- Parigi-Roubaix

2005: ritirato
2006: 53º
2007: ritirato
2008: 78º
2010: ritirato

### Competizioni europee
- Campionati europei

Bergamo 2002 - In linea Under-23: 82º